# Diego Cara
Diego Cara Barrionuevo es un investigador y crítico de historieta español, nacido en Berja (Almería) en 1955.

## Biografía
Aficionado al cómic desde su más tierna infancia, gracias a una colección de "Chicos" que pertenecía a su padre, entró en contacto en 1972 con el equipo del fanzine sobre tebeos "Bang". Poco después, participaba en las secciones de correo de revistas como "Trinca" (1973) y "Spirit" (1975).
En 1974 Diego Cara empezó a trabajar como maestro de enseñanza primaria, al mismo tiempo que hacía sus pinitos como dibujante en "Ideal". Tras el servicio militar, colaboró también con los fanzines "Psicosis" (1977), "Zero" y el suplemento del diario almeriense Crónica "La Crónica Infantil" (1982).
Diego Cara preside la Asociación Cultural Colectivo de Tebeos, que ha editado revistas como "De Tebeos" (1993) y "Tebeolandia" (1995). Asimismo, ha escrito varios libros sobre la materia, como Jesús Redondo, forjado en tinta (2007) y El Jabato. Más allá de la fantasía épica (2010); creado la serie de televisión Conocer el cómic, y dirigido las Jornadas Internacionales del Cómic de Almería.